# Denis Alexandrowitsch Kasionow
Denis Alexandrowitsch Kasionow (russisch Денис Александрович Казионов; * 8. Dezember 1987 in Perm, Russische SFSR) ist ein russischer Eishockeyspieler, der seit Juni 2019 bei Neftechimik Nischnekamsk in der Kontinentalen Hockey-Liga unter Vertrag steht. Sein Bruder Dmitri ist ebenfalls ein professioneller Eishockeyspieler.

## Karriere
Denis Kasionow begann seine Karriere als Eishockeyspieler in der Nachwuchsabteilung von Ischstal Ischewsk. Von 2003 bis 2005 spielte er jeweils ein Jahr lang für die zweiten Mannschaften des HK ZSKA Moskau und HK Dynamo Moskau in der drittklassigen Perwaja Liga. Anschließend spielte der Flügelspieler zwei Jahre lang für die Profimannschaft des HK MWD Twer in der russischen Superliga sowie in der Saison 2007/08 für Metallurg Nowokusnezk und den HK Awangard Omsk. Die Saison 2008/09 begann er bei Amur Chabarowsk in der neu gegründeten Kontinentalen Hockey-Liga. Diesen verließ er jedoch bereits nach nur sechs Spielen und verbrachte den Großteil der Spielzeit beim BK Mladá Boleslav in der tschechischen Extraliga. Für den BK Mladá erzielte er in 24 Spielen drei Tore und vier Vorlagen.
Zur Saison 2009/10 kehrte Kasionow in die KHL zurück, in der er als Stammspieler für Awtomobilist Jekaterinburg auflief. In der folgenden Spielzeit bestritt er weitere sieben Partien in der KHL für seinen Ex-Klub Metallurg Nowokusnezk und den HK Traktor Tscheljabinsk, verbrachte jedoch den Großteil der Spielzeit in der neuen zweiten russischen Spielklasse, der Wysschaja Hockey-Liga, bei seinem ehemaligen Juniorenteam Ischstal Ischewsk. Für die Saison 2011/12 wurde er erneut von Awtomobilist Jekaterinburg aus der KHL verpflichtet, ehe er im Juni 2012 zu Sewerstal Tscherepowez wechselte.
Ab Mai 2013 stand Kasionow beim HK Awangard Omsk unter Vertrag und gewann mit diesem am Ende der Saison 2013/14 den Nadeschda-Pokal. Vor der Saison 2014/15 absolvierte er das Vorbereitungsprogramm bei Awangard, ehe er Anfang September 2014 aus seinem Vertrag entlassen wurde und wenige Tage später von Torpedo Nischni Nowgorod verpflichtet wurde. Dort traf er auf seinen Bruder Dmitri, mit dem er damit zum ersten Mal in seiner Karriere in derselben Mannschaft spielte.
Zwischen 2016 und 2018 stand Kasionow beim HK Metallurg Magnitogorsk unter Vertrag, anschließend wechselte er zum HK Dinamo Minsk. Dort spielte er bis Dezember 2018, ehe er zu Awtomobilist Jekaterinburg zurückkehrte. Seit Juni 2019 steht Kasionow bei Neftechimik Nischnekamsk unter Vertrag.

## KHL-Statistik
(Stand: Ende der Saison 2018/19)